# Massimiliano Salini

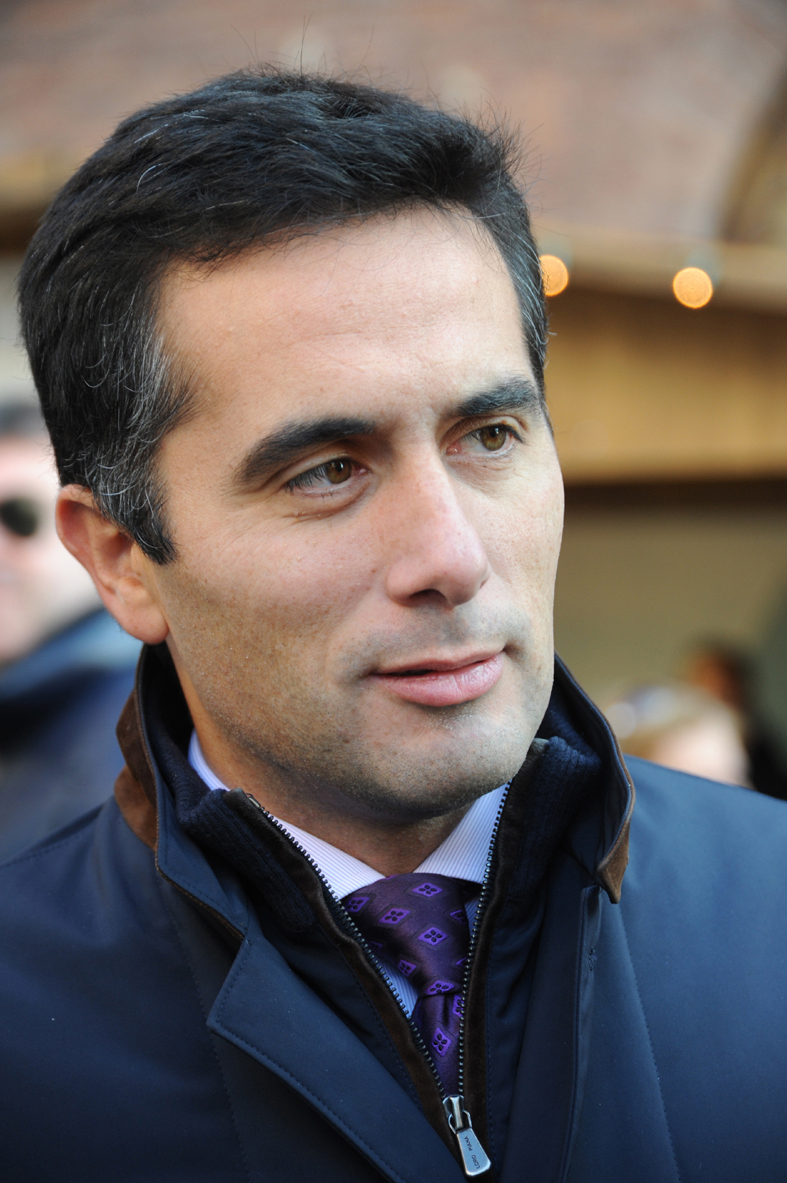
Massimiliano Salini (2013)

Massimiliano Salini (* 11. März 1973 in Soresina, Provinz Cremona) ist ein italienischer Politiker (PdL, NCD, Forza Italia). Er war von 2009 bis 2014 Präsident der Provinz Cremona. Seit 2014 ist er Mitglied des Europäischen Parlaments.

## Leben
Salini studierte Jura an der Universität Mailand und schloss mit einer Arbeit im Verfassungsrecht ab. Er gehörte als studentischer Vertreter dem akademischen Senat an und war Vorsitzender der Studentenvertretung aller Universitäten in der Lombardei. Von 1998 bis 2000 arbeitete er im Stab des Regionalpräsidenten der Lombardei, Roberto Formigoni. Anschließend war er in der Privatwirtschaft tätig: als Projektmanager bei einem Förderbandhersteller, als stellvertretender Vorstandsvorsitzender eines Multi-Utility-Dienstleisters in Crema und als Mitglied des Verwaltungsrats bei Linea Group Holding (einer Tochter von A2A) im selben Sektor.
Im Juni 2009 wurde der damals noch parteilose Salini als Kandidat des Mitte-rechts-Bündnisses aus Silvio Berlusconis Il Popolo della Libertà (PdL) und Lega Nord mit 51,0 % im ersten Wahlgang zum Präsidenten der Provinz Cremona gewählt. Das Amt übte er bis Juli 2014 aus.
Zur Europawahl 2014 trat er im Wahlkreis Nordwestitalien auf der Liste von Nuovo Centrodestra (NCD; eine Abspaltung von der PdL) und Unione di Centro an. Mit knapp 27.000 Vorzugsstimmen verpasste er den Einzug ins Europäische Parlament zunächst, rückte aber für den Spitzenkandidaten Maurizio Lupi nach, der auf sein Mandat verzichtete. Salini schloss sich der Fraktion der Europäischen Volkspartei (EVP) an. Im September 2015 trat er wieder zu Berlusconis Partei Forza Italia (Nachfolgerin der PdL) über, was jedoch nichts an seiner Mitgliedschaft in der EVP-Fraktion änderte. Er war Mitglied im Ausschuss für Verkehr und Tourismus (2014–19) und im Ausschuss für Industrie, Forschung und Energie (2017–19) sowie Delegierter für die Beziehungen zu Indien (2014–19). Zudem gehörte er 2016/17 dem Untersuchungsausschuss zu Emissionsmessungen in der Automobilindustrie und 2018/19 dem Sonderausschuss zu Finanzkriminalität, Steuerhinterziehung und Steuervermeidung an.
Bei der Europawahl 2019 gelang ihm die Wiederwahl als Zweitplatzierter (hinter Berlusconi) auf der Forza-Italia-Liste. In der Legislaturperiode bis 2024 war er Mitglied des Ausschusses für internationalen Handel und stellvertretender Vorsitzender der Delegation für die Beziehungen zu Iran. Bei der Europawahl 2024 wurde sein Mandat abermals bestätigt. Seitdem ist er ein stellvertretender Vorsitzender der EVP-Fraktion im Europäischen Parlament sowie Mitglied im Ausschuss für Umweltfragen, öffentliche Gesundheit und Lebensmittelsicherheit.